# Charaxes mechovi
Charaxes mechovi är en fjärilsart som beskrevs av Rothschild 1899. Charaxes mechovi ingår i släktet Charaxes och familjen praktfjärilar. Inga underarter finns listade i Catalogue of Life.